# مقام الشيخ غانم
مقام الشيخ غانم ويدعى أيضاً بجبل الطور أو البركة ويتربع على قمة جبل جرزيم في مدينة نابلس، والذي يمتاز بموقعه وإطلالته الاستراتيجية المطلة على أحياء المدينة والجزء الشمالي من المنطقة، وتم بناء المقام في الفترة الأيوبية، ويتكون المقام من غرفة واحدة مربعة ويوجد من الجهة الجنوبية محراب، بناء على ما ذكر الباحث في شؤون التاريخ مروان الأقرع القبلاني، وأشار القبلاني أن مساحة المقام الإجمالية تبلغ حوالي 500م، وآخر ترميم للمقام كان في عام 1965 في العهد الأردني من قبل دائرة أوقاف نابلس، حيث كان المقام يضم ضريح أحد أبناء الشيخ غانم الأنصاري إضافة لقبور آخرى، وكان يعرف المقام بأسم (المزار) قبل الشهرة حيث كانو يعتقدو بأن تلك المنطقة تستجاب فيها الدعوات ولذلك تعتبر الشيخ غانم منطقة مقدسة للسامريون.

## الأصل
أن الشيخ غانم الأنصاري لم ينشئ مكاناً أو مقام له في نابلس حيث وُلد الشيخ في قرية بورين الواقعة خلف هذا المقام وعاش في مدينة القدس، وانما أبنة الشيخ عبد لله بن غانم هو الذي أتخذ ذلك المكان كزاوية أوكمقام له وانه أشتهر بهذه التسميه بنسبته الى والده (غانم)، والشيخ عبد الله بن غانم كان له زاويه أخرى في نابلس وعرف بإسمه وهي التي تقع قرب حوش المحروم في شارع النصر وتحولت الأن الى فرن يعرف بفرن الشامي، وكانت تحمل نفس الاسم والشهره، وعندما توفي في عام 1273 دفن في الطور اي في ارض الجبل وليس داخل زاويته المعروفة وتعتبر هذه هي زاويتة الثانيه له في نابلس، ورغم ذلك فإن كل ما أنشأه الشيخ عبد لله عرف باسم والده غانم حتی منطقه دفنه.

## مضايقات الاحتلال
في عام 1996م قامت دائرة الآثار الاسرائيلية بعمل حفريات اثرية في الجهة الغربية للمقام رغم تقديم الأوقاف الأحتجاج تم رفضة، حيث تم ازاله قبر الشيخ عبد الله وقبرين آخرين من احفاده وكشفت الحفريات في هذه المنطقه عن وجود آثار تعود للفتره التي عاش فيها الشيخ عبد لله، وبعد ذلك، تم تحويل المقام الى حديقة سياحية وتم وضع رسوم قيمتها 22 شيكل تذهب لخزينة سلطة الحدائق الإسرائيلية، بعد أن تم وضع سياج وبوابة ولوحات سياحية باللغة العبرية، وأن سبب الاحتلال بستهداف المقام موقعه الاستراتيجي و وقوعة على أعلى قمة الجبل ويطل على مدينة نابلس من عدة جهات، والسبب الآخر أنه يعد مكان مقدس لدى الطائفة السامرية ويحاول الاحتلال أن يمنعهم من ممارسة طقوسهم الدينية.